# 984 a.C.

## Eventos
- Fim do reinado de Ninurta-kudurri utsur-I na Babilônia.
- Osorkon chega ao trono do Faraó do Egito.